# Go-Nijō

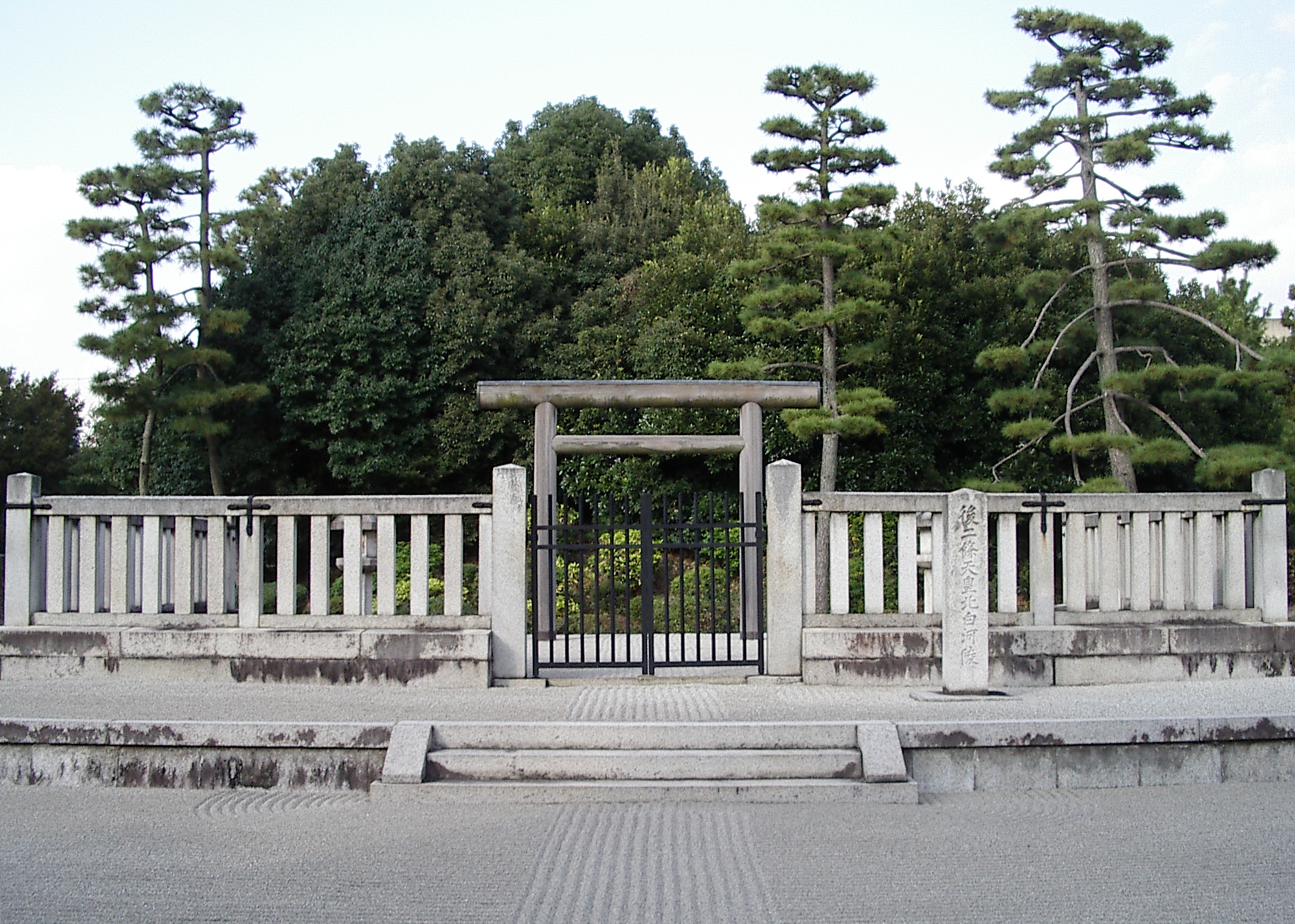
La tombe de l'empereur Go-Nijō à Kyōto.

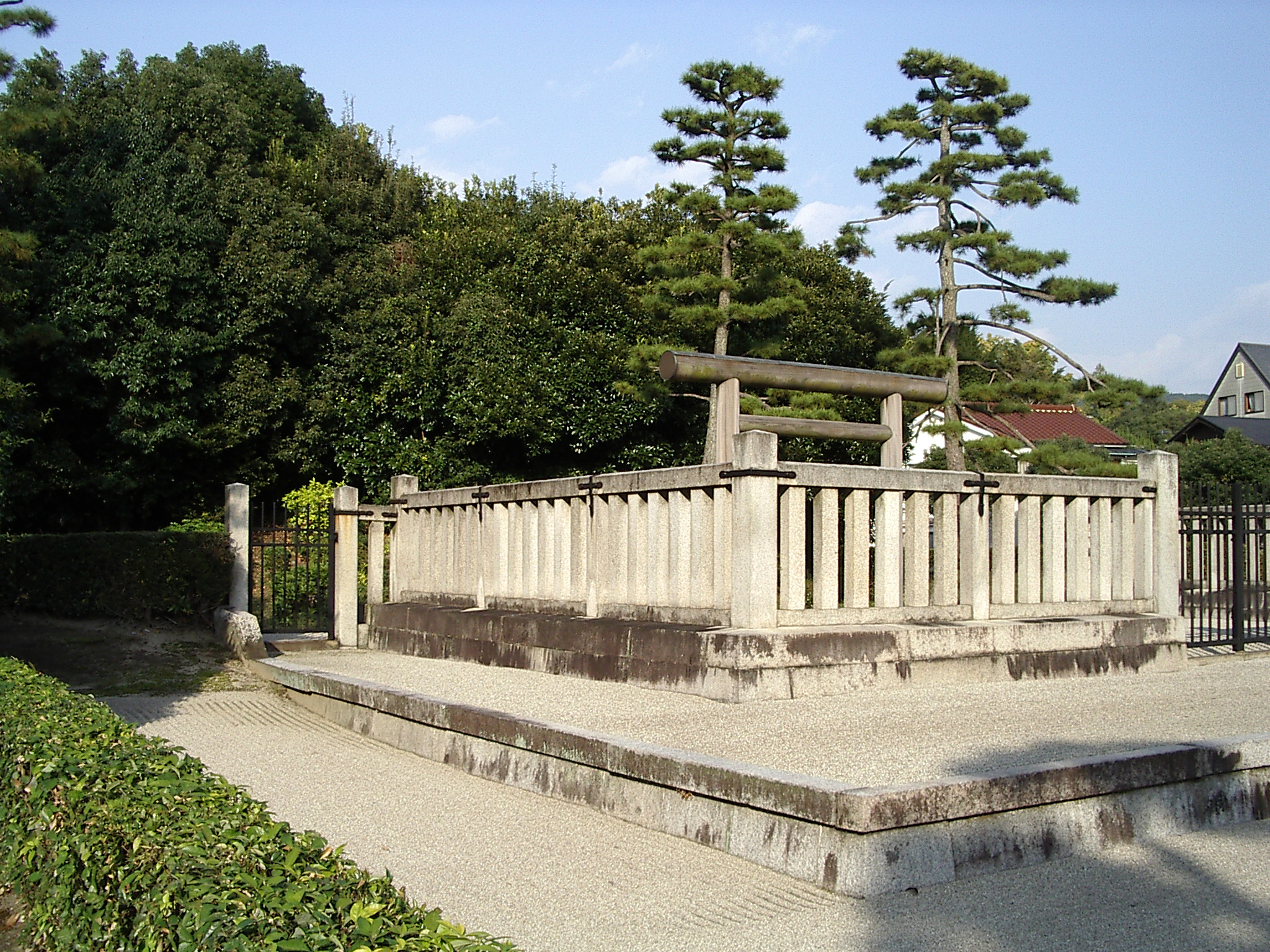
La tombe de l'empereur Go-Nijō à Kyōto.

L'empereur Go-Nijō (後二条天皇, Go-Nijō Tennō, 9 mars 1285–10 septembre 1308) était le 94e empereur du Japon, selon l'ordre traditionnel de la succession, et a régné du 3 mars 1301 à sa mort.
Son nom personnel était Kuniharu (邦治). Son nom posthume lui a été donné en mémoire de celui de l'empereur Nijō (on peut traduire le préfixe Go-, 後, par « postérieur », ce qui donne donc « Empereur Nijō postérieur »).

## Généalogie
Go-Nijō était le fils aîné de l'empereur Go-Uda et appartenait donc à la lignée Daikakuji-tō. Sa mère était Minamoto no Kishi (Seikamon In)
Impératrice :
- Fujiwara no Kinshi °1283 †1352 ; fille de Fujiwara (Tokidaiji) no Kintaka ; impératrice en 1303 ; titrée Chorakumon en 1310, dont il eut un fils :
  - Prince Kuninaga °1300 †1326 ; prince héritier en 1318 ; marié à la Princesse Baishi, sa tante, fille de l'empereur Go-Uda et de la Princesse Rinshi ; nonne en 1326 ; titrée Shumeimon en 1331

père de :
- -     - Prince Yasuhito °1320 †1355 ; fils d'une fille de Fujiwara no Sadamori ; prince héritier en 1331 ; déposé en 1333

## Biographie
En 1286, le futur Go-Nijō devient shinnō par proclamation impériale. En 1296, grâce au ralliement de la lignée Daikakuji-tō, il devient prince héritier de son cousin l'empereur Go-Fushimi de la lignée Jimyōin-tō.
Go-Nijō monte sur le trône le 3 mars 1301, à la suite de l'abdication de Go-Fushimi, et reste empereur jusqu'à sa mort de maladie en 1308. Durant cette période, son père, Go-Uda, règne en tant qu'empereur retiré.
Durant son règne, la dispute de succession entre les deux lignées de la famille impériale continue, et ne sera réglée que durant le règne de son successeur Hanazono.

## Èresde son règne
- Ère Shōan
- Ère Kengen
- Ère Kagen
- Ère Tokuji